# 叙利亚共产党（巴格达什派）
叙利亚共产党（羅馬化：Al-Hizb Al-Shuyū'ī Al-Sūrī）是叙利亚的一个非法的共产主义政党。

## 历史
该党产生于1986年原来的叙利亚共产党的分裂，由哈立德·巴格达什领导的反对戈尔巴乔夫改革的一派组成。为区别于叙利亚共产党（费萨尔派），该党又被称作叙利亚共产党（巴格达什派）。该党曾参加全国进步阵线。
该党首任总书记哈立德·巴格达什于1995年去世，他的遗孀维萨尔·法尔哈·巴格达什继任总书记。
在2000年的大马士革之春后，该党出版报纸《人民之声》。
2010年，哈立德·巴格达什和维萨尔·法尔哈·巴格达什的儿子阿马尔·巴格达什继任该党总书记。
在2012年叙利亚议会选举中，该党在250个席位中赢得8个席位。
阿萨德政权垮台后，该党于2025年1月29日被叙利亚过渡政府取缔。

## 选举结果
| 人民议会 |              |    |
| 选举年份 | 赢得议席数量 | ±  |
| 2007     | 5 / 250      |    |
| 2012     | 8 / 250      | ▲3 |
| 2016     | 3 / 250      | ▼5 |
| 2020     | 3 / 250      |    |